# Ryszard Buśkiewicz
Ryszard Buśkiewicz (ur. 13 lutego 1956 w Lesznie) – polski żużlowiec.
W 1982 r. zwyciężył w rozegranym w Częstochowie Memoriale im. Bronisława Idzikowskiego i Marka Czernego. W tym samym roku zajął II m. (za Romanem Jankowskim) w "Pucharze Prezydenta Miasta Leszna", II m. (za Henrykiem Olszakiem) w międzynarodowym turnieju w Gnieźnie, III m. (za Andrzejem Huszczą i Henrykiem Olszakiem) w "Pucharze Winobrania" w Zielonej Górze oraz zdobył (wspólnie z Romanem Jankowskim) srebrny medal Mistrzostw Polski Par Klubowych. W 1984 r. zajął III m. (za Markiem Kępą i Romanem Jankowskim) w "Pucharze Rzemiosła" w Gnieźnie, natomiast w 1986 r, zwyciężył w "Pucharze Prezydenta Miasta Poznania".
W czasie swojej kariery reprezentował następujące kluby: Unia Leszno (1975, 1978–1982), Start Gniezno (1976–1977) oraz Polonia Bydgoszcz (1983–1987). Łącznie zdobył 6 medali Drużynowych Mistrzostw Polski: 2 złote (1979, 1980), srebrny (1982) i 2 brązowe (1975, 1981) – w barwach Unii oraz srebrny (1986) jako zawodnik Polonii.